# Софтбокс
Софтбокс — насадка на источник света, предназначенная для создания мягкого рассеянного освещения без резких бликов. Используется в студийной фотосъёмке.
Разновидностью софтбокса являются стрип (стрипбокс; узкий прямоугольный софтбокс) и октобокс (восьмиугольный софтбокс).

## Устройство
Софтбокс представляет собой закрытую конструкцию из двух частей: отражателя и рассеивателя. Форма отражателя подобрана таким образом, чтобы обеспечить равномерную засветку рассеивателя (обычно сделанного из белой ткани). В результате получается источник света в виде равномерно засвеченной плоскости достаточно большого размера. Это позволяет получить мягкие тени и высокую детализацию в затенённых областях.
Чаще всего используются софтбоксы прямоугольной формы, что позволяет получить освещение, подобное свету, падающему из окна. Софтбоксы другой формы используются реже.
Длинный и узкий софтбокс называется стрипбоксом. Он необходим для того, чтобы создать четкий блик, подчёркивающий форму объекта. Разные производители предлагают разные модификации стрипбоксов. Наиболее часто этим словом обозначают обычные четырёхугольные софтбоксы, слегка вытянутые до прямоугольной формы, и значительно реже — узкую световую трубу со светорассеивающей передней поверхностью, способную создать достаточно узкий концентрированный луч света. Нередко фотографы самостоятельно изготавливают подобные конструкции для решения конкретных творческих задач.